# Ctenochiton transparens
Ctenochiton transparens är en insektsart som beskrevs av Walter Wilson Froggatt 1915. Ctenochiton transparens ingår i släktet Ctenochiton och familjen skålsköldlöss. Inga underarter finns listade i Catalogue of Life.